# Кали (футболист)

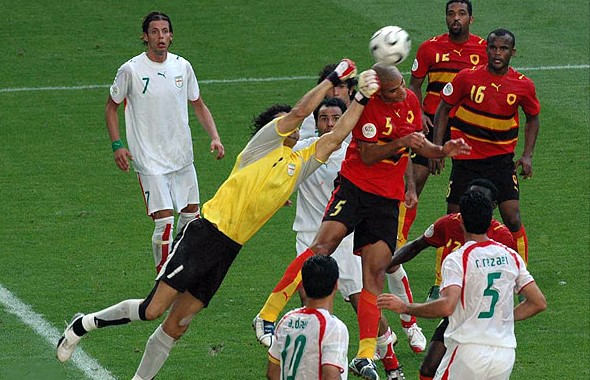
Кали (в красной форме, пытается сыграть в мяч головой) на чемпионате мира 2006 года

Карлос Мануэль Гонсалвеш Алонсо (порт. Carlos Manuel Gonçalves Alonso), также известен как Кали (порт. Kali, род. 11 октября 1978, Луанда) — ангольский футболист, защитник ангольского. Участник чемпионата мира 2006 года.

## Клубная карьера
Начал профессиональную карьеру в португальском клубе «Баррейренсе», в котором за 3 сезона сыграл 100 матчей и забил 4 гола. В 2001 году перешёл в «Санта-Клару», которому не смог помочь удержаться в Премьер-лиге и он в сезоне 2002/03 вылетел в Сегунда лигу. В 2005 году на один сезон вернулся в «Баррейренсе». В следующем году Кали перешёл в швейцарский клуб «Сьон» и уже в первом сезоне команда заняла 3-е место в национальном чемпионате. В сезоне 2008/09 «Сьон» стал обладателем национального кубка. В 2009 году Кали защищал цвета французского клуба «Арль-Авиньон». В 2010 году уехал на родину, где по настоящее время играет в «Примейру ди Агошту».

## Карьера за сборную
За сборную Анголы дебютировал в 2001 году. Участник Чемпионата мира 2006 в Германии (сыграл во всех трёх матчах сборной) и четырёх Кубков африканских наций (2006, 2008, 2010 и 2012). Всего за сборную провёл 67 матчей.

### Статистика
| Сборная Анголы | Сборная Анголы | Сборная Анголы |
| Год            | Матчи          | Голы           |
| -------------- | -------------- | -------------- |
| 2001           | 1              | 0              |
| 2002           | 0              | 0              |
| 2003           | 3              | 0              |
| 2004           | 7              | 0              |
| 2005           | 4              | 0              |
| 2006           | 10             | 0              |
| 2007           | 7              | 0              |
| 2008           | 13             | 0              |
| 2009           | 12             | 0              |
| 2010           | 11             | 0              |
| 2011           | 1              | 0              |
| Итог           | 69             | 0              |